# 小野 (企業)
小野株式会社（おの）は、香川県高松市に本社を置く企業であり、大型手芸用品店の手芸センタードリーム（しゅげいせんたーどりーむ）を全国に展開している。
なお、東京都港区に本社を置いていた小野ホールディングスとは無関係である。

## 沿革
- 1911年（明治44年）8月：創業[1][2][5]。当時はのし贈答用品屋を営んでいた[5]。
- 1951年（昭和26年）頃：手芸品の問屋を始める[5]。
- 1969年（昭和44年）8月：会社設立[2]。
- 1989年（平成元年）9月：手芸センタードリームの店舗展開を開始[1][5]。同店舗の1号店（岡山新保店[6]。敷地面積300坪、店舗面積120坪[5]）は岡山県に設けられた[5]。

## 店舗展開

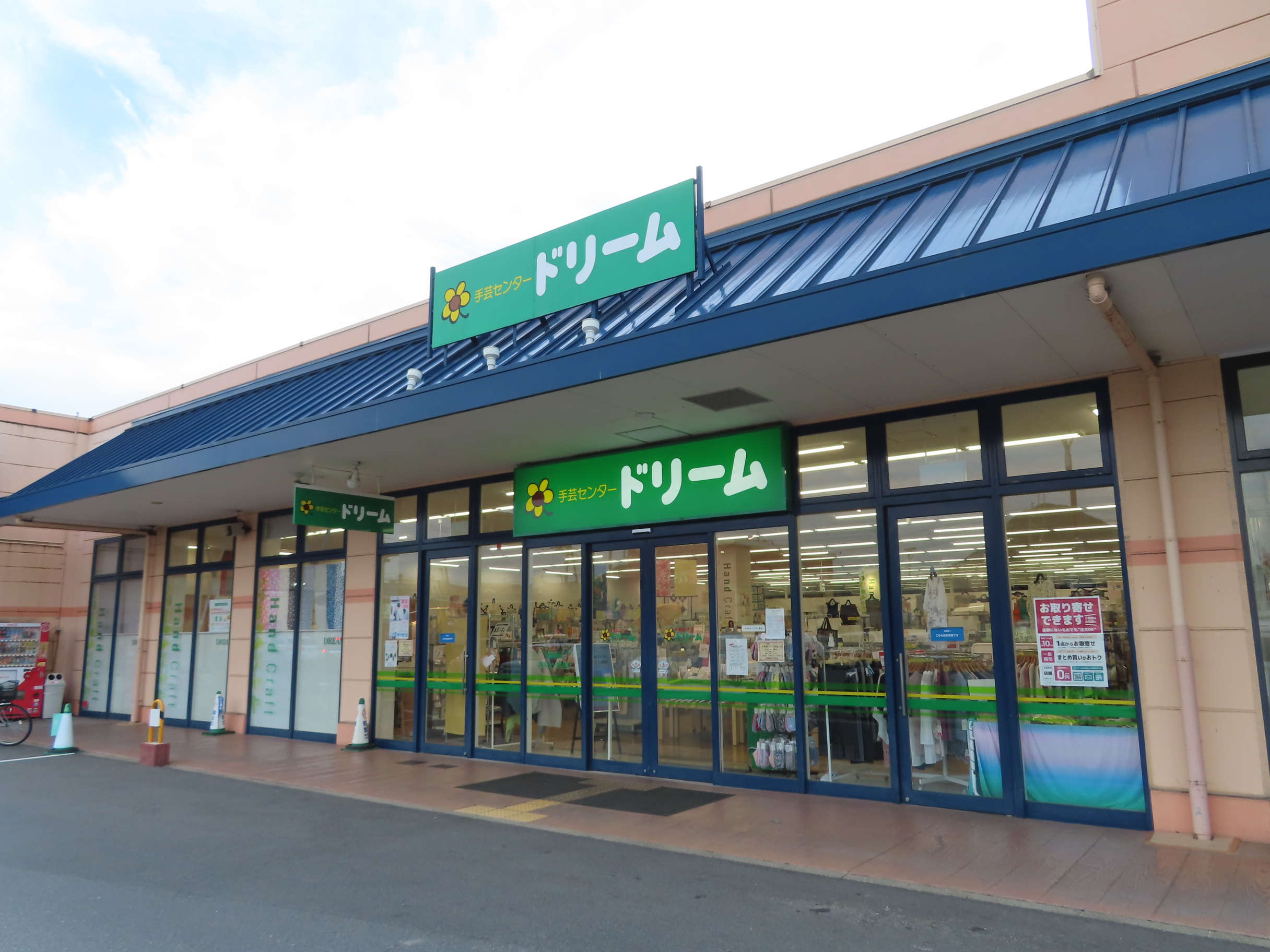
手芸センタードリームアクロスプラザ野洲店（滋賀県野洲市）

手芸センタードリームを全国に展開している。店舗に関する情報は公式サイト内にある店舗一覧を参照。なお、一部店舗では洋服作りの教室（「ドリームソーイングニット教室」）を開講している。

## 広告活動
かつては岡山県・香川県ローカルでテレビCMを放映していた。2010年代はYouTubeに公式チャンネルを設け、手芸講座やイベントの活動報告をアップロードしていた。現在は公式SNS（外部リンクを参照）やスマートフォンの公式アプリで同活動を行っている。

## 関連会社
- 株式会社ドリーム - 香川県高松市塩屋町14-5[2]

## その他
- 小学生を対象とした仕事体験イベント、「子ども店長」を不定期に開催している[11][12][13]。なお、開催日時は店舗ごとに異なる。